# Пионерлагерь Пыльная Радуга
«Пионерлагерь Пыльная Радуга» (часто используется аббревиатура ППР) — тверская рок-группа, образованная бессменным лидером Алексеем Румянцевым и бас-гитаристом Алексеем Могилевским в 2009 году.
Звучание группы достаточно самобытное, являет из себя смесь мрачных текстов вкупе с минорными мелодиями, а также часто неожиданными кавер-версиями, в том числе советской эстрады. Благодаря грязному звучанию музыкальные критики, как и слушатели, зачастую сравнивают с западными аналогами гранж-сцены. Коллектив успел не раз выступить со многими артистами разных жанров.  Среди них ПТВП, 7 раса, Louna, Oxxxymiron, Кирпичи и другие.

## История
Существование группы начинается в 2010 году после того, как Алексей Могилевский предложил создать группу Алексею Румянцеву. До предложения ранее Румянцев и Могилевский играли вдвоём в коллективах под названием «Пустое Множество» и «npoekt npoekt». Наименование для группы «Пионерлагерь Пыльная Радуга» было придумано Румянцевым по встречному предложению Могилевского, замысел должен был отражать контраст противоречий. Первоначально в состав группы входили Алексей Румянцев (вокал), Алексей Могилевский (бас-гитара), Максим Нахаев (ударные) и Антон Антонов (гитара). Впоследствии из-за разных взглядов на дальнейшее будущее группы, отыграв несколько концертов, группу покидают Максим Нахаев и Антон Антонов. На их место приходят Сергей Захаров (ударные) и Вячеслав Былинкин (гитара). 
В феврале 2011 года выходит дебютный альбом «Приятные плохие мысли». После записи альбома Былинкин покидает группу. Новым гитаристом становится Алексей Гордеев. В апреле стало известно, что группа примет участие в фестивале «Соседний мир» после прохождения отборочного голосования. Спустя несколько дней группа выступала на тверском фестивале «Верь в Тверь».
В начале 2012 года Румянцев начинает давать сольные акустические выступления, выходит бутлег, записанный в феврале на концерте в Твери. В конце марта группа представила первую видеоработу на песню «Гранаты». В июне группа выпускает макси-сингл «Не спрашивай», куда входят демозаписи и акустические версии песен, которые, в дальнейшем, вошли в грядущий альбом. В августе у группы состоялся релиз сингла «Не танцуй». В ноябре коллектив отыграл в качестве приглашённого гостя на тверском концерте группы Louna.
В конце марта 2013 года выходит сингл «Просроченный дождь» с участием Лизы Small. В начале мая вышел второй полноформатный альбом «Хлам». В августе коллектив полным составом принял участие в программе «Живые» радиостанции «Наше Радио». В июне группа впервые играла на сцене фестиваля «Доброфест». В декабре был презентован второй макси-сингл «Молодое зло».
В конце февраля 2014 года выпускается синглом кавер-версия песни «Огоньки». Позже данная композиция попадёт в трибьют-альбом «Lyapis Crew Трубьют» группы Ляписа Трубецкого. Под конец июня группа второй раз принимала участие в фестивале «Доброфест».
В 2015 году группа запускает краудфандинговую кампанию по сбору средств на запись нового альбома. В достаточно скорые сроки набирается нужная сумма, и группа приступает к записи. В самом начале сентября того же года выходит альбом под названием «Правда о потерянном времени». В середине работы над альбомом группу покидает гитарист Алексей Гордеев, предварительно дописав необходимый альбомный материал. В июле Алексей Румянцев повторно посетил питерскую радиостанцию Radio Rock Online. В октябре группа полным составом стала гостем в программе «Живые» Семёна Чайки. После состоялся концерт в питерском клубе Fish Fabrique, на котором рэпер Oxxxymiron выступил вместе с группой, исполнив песню «Дегенеративное искусство». В декабре будет представлен видеоклип совместного выступления с концерта.
В апреле 2016 года коллектив стал специальным гостем на концерте Oxxxymironа. В июне состоялся релиз дебютного мини-альбома «Не твои солдаты». В октябре выходит второй акустический бутлег Румянцева, записанный на концерте во Владивостоке и получивший название «Радуга у моря». После коллектив играл на фестивале «Огни» в Екатеринбурге.
Весной 2017 года состоялся релиз второго мини-альбома под названием «Надежда». В июне вышел сингл «Чейнбол» с участием бэк-вокалиста Оксимирона «Охры». В начале августа Румянцев сообщил у себя на странице об уходе гитариста Либгота, добавив, что новый участник будет представлен в сентябре на электрическом концерте. В конце августа был показан тизер к будущему синглу. В сентябре состоялся выпуск ожидаемого сингла «Олигофрен», одновременно с видеоклипом. На замену Либготу пришёл новый гитарист Дмитрий Васильев. Под конец декабря группа представила третий видеоклип «Безумное Злобное Вечное», в котором снялось множество людей из разных городов, в том числе рэперы Мирон Фёдоров и «Охра».
В январе 2018 года Румянцев объявил об уходе гитариста Васильева. На его место пришёл Никита Мирза из группы Ludevix.
Весной был выпущен сингл «Над морем, над сушей» одновременно с видеоклипом ко дню «Международного женского дня». В конце марта состоялся выпуск сплит-сингла кавер-версии песни Янки Дягилевой «Деклассированным элементам» с участием группы «2-й СОРТ». В начале июня было объявлено о сборе средств на запись четвёртого студийного альбома посредством краудфандинга. В июле группа впервые играла на ижевском фестивале Yлетай. В августе Алексей Румянцев выступил на сцене фестиваля «Чернозём» сольно с акустической программой. В сентябре выходит четвёртый студийный альбом «Мало».
В июле 2019 года группа вновь играла на сцене фестиваля «Доброфест». В середине ноября состоялся релиз сингла «Пшлнхй». В том же месяце Алексей Могилевский (бас-гитара) и Сергей Захаров (ударные) окончательно покидают состав группы. На их смену приходят новые участники, личности которых не будут раскрываться до весеннего тура «Мясо нового дня» 2020 года.
В феврале 2020 года был выпущен сингл «Оэстэ» с антивоенной тематикой ко «Дню защитника Отечества». В марте вышел ещё один сингл «Тополя», который является кавер-версией песни советской певицы Ольги Воронец. В августе группа должна была выступать на фестивале «Чернозём», но из-за ограничений, связанных с пандемией, фестиваль был перенесён на следующий год. В сентябре вышел третий мини-альбом «Зарница».
В июле 2021 года коллектив играл в питерском проекте «Цех». В конце июня был объявлен новый сбор средств на запись и выпуск нового альбома. Уже в сентябре группа представила дополнительные лоты для тех, кто хотел поддержать альбом. К примеру, был представлен лот с бессрочной проходкой на все концерты группы и акустических концертов Алексея Румянцева. В декабре состоялся релиз сингла «Цунами», месяцем ранее песня была выпущена в третьем микстейпе в версии Oxxxymiron'а. Позже группа оповестила о том, что была вынуждена покинуть свою репетиционную базу после ноябрьского пожара на заводе, где и располагалась их точка.
В конце января 2022 года вышел пятый по счёту номерной альбом, получивший название «Тот, кому не нужно счастье». В марте коллектив отправился на гастроли.

## Состав

### Нынешний состав
- Алексей Румянцев — вокал, акустическая гитара.
- Никита Мирза — электрогитара (2017–наши дни).
- Андрей Секачев — бас-гитара, бэк-вокал (2019–наши дни).
- Никита Полковников — ударные (2019–наши дни).

### Бывшие участники
- Антон Антонов (2010) — электрогитара.
- Максим Нахаев (2010) — ударные.
- Вячеслав Былинкин (2010–2011) — электрогитара.
- Алексей Гордеев (2011–2015) — электрогитара.
- Яков Либгот (2013–2017) — электрогитара.
- Юрий Лещинский (2015) - электрогитара.
- Дмитрий Васильев (2017–2018) — электрогитара.
- Алексей Могилевский (2010–2019) — бас-гитара.
- Сергей Захаров (2010–2019) — ударные.

## Дискография

### Студийные альбомы
- 2011 — Приятные плохие мысли
- 2013 — Хлам (ремастеринг в 2024)
- 2015 — Правда о потерянном времени
- 2018 — Мало
- 2022 — Тот, кому не нужно счастье
- 2025 — Звук предчувствия беды

### Акустические альбомы
- 2017 — Акустика, часть 1
- 2019 — Акустика, часть 2

### Концертные альбомы
- 2014 — Один в Собаке

### Мини-альбомы
- 2016 — Не твои солдаты
- 2017 — Надежда
- 2020 — Зарница
- 2023 — ВОЙ

### Бутлеги
- 2012 — Концерт в «Собаке Милле»
- 2016 — Радуга у моря

### Синглы
- 2012 — Не спрашивай
- 2012 — Не танцуй
- 2013 — Молодое зло
- 2013 — Просроченный дождь (при участии Лиза Small)
- 2014 — Огоньки
- 2017 — Чейнбол (при участии ОХРА)
- 2017 — Олигофрен
- 2018 — Над морем, над сушей
- 2018 — Деклассированным элементам (при участии 2-й СОРТ)
- 2019 — Пшлнхй
- 2020 — Оэстэ
- 2020 — Тополя
- 2021 — Цунами

## Видеография
- 2012 — Гранаты Архивная копия от 23 марта 2019 на Wayback Machine
- 2017 — Олигофрен Архивная копия от 6 сентября 2017 на Wayback Machine
- 2017 — БЗВ (Безумное Злобное Вечное) Архивная копия от 1 марта 2020 на Wayback Machine
- 2018 — Над морем, над сушей Архивная копия от 10 февраля 2020 на Wayback Machine
- 2019 — Пшлнхй Архивная копия от 3 ноября 2020 на Wayback Machine
- 2023 — Серый